# So Hard
So Hard är en singel av Pet Shop Boys som släpptes den 24 september 1990 av skivbolaget Parlophone. Singeln var den första från albumet Behaviour från samma år och producerades av bandet och Harold Faltermeyer. I USA placerade singeln sig bland annat på US The Billboard Hot 100 (plats 62 som bäst), US Modern Rock Tracks (plats 17) och US Hot Dance Music (plats 2). I Storbritannien nådde den som bäst fjärde plats på topplistorna. I övriga Europa nådde den andra plats i Italien och Schweiz samt tredje plats i Tyskland och Sverige. I Sverige låg singeln på Sverigetoppen i sammanlagt fem veckor. B-sida på singeln var "It Must Be Obvious".